# Денам (Минесота)
Денам (енгл. Denham) град је у америчкој савезној држави Минесота.

## Демографија
По попису из 2010. године број становника је 35, што је 5 (-12,5%) становника мање него 2000. године.
| Група             | 2000.       | 2010.      |
| Белци             | 40 (100,0%) | 32 (91,4%) |
| Афроамериканци    | 0 (0,0%)    | 0 (0,0%)   |
| Азијати           | 0 (0,0%)    | 0 (0,0%)   |
| Хиспаноамериканци | 0 (0,0%)    | 0 (0,0%)   |
| Укупно            | 40          | 35         |